# 4701 Milani
4701 Milani eller 1986 VW6 är en asteroid i huvudbältet som upptäcktes den 6 november 1986 av den amerikanske astronomen Edward L.G. Bowell vid Anderson Mesa Station. Den är uppkallad efter Andrea Milani.
Asteroiden har en diameter på ungefär 14 kilometer.